# Evelina Källhage
Evelina Källhage (født 20. april 1997 i Göteborg, Sverige) er en svensk håndboldspiller, der spiller for Önnereds HK i Svensk handbollselit og Sveriges kvindehåndboldlandshold.
Hun fik debut på det svenske A-landshold den 19. juni 2018, mod Ukraine. Hun blev indkaldt som erstatning for Mathilda Lundström, i landstræner Tomas Axnérs udvalgte trup ved VM i kvindehåndbold 2021 i Spanien.
Hun skiftede i sommeren 2021 til barndomsklubben Önnereds HK, efter fire år i topklubben H 65 Höör.

## Meritter
- Svensk handbollselit:
  - Sølv: 2018, 2021